# Monty Sunshine
Monty Sunshine (né le 8 avril 1928 à Stepney, dans l'Est de Londres - mort le 30 novembre 2010)  est un clarinettiste londonien de jazz, principalement connu pour son interprétation de Petite Fleur, de Sidney Bechet, avec le Chris Barber Band. Ce solo de clarinette s'écoule à plus d'un million d'exemplaires en 1959.
Avec Lonnie Donegan, Jim Bray (en) et Ron Bowden (en), il fait partie du noyau du groupe de Chris Barber. 
Monty Sunshine reste dans le groupe pendant plusieurs années avant de le quitter vers 1960, remplacé par Ian Wheeler (en). Il forme alors son propre groupe, restant plus proche du groupe original à six joueurs, alors que Chris Barber monte jusqu'à onze.
Il revient jouer une dernière fois avec le Chris Barber band à Fairfield Halls, à Croydon, en juin 1975. À la suite du succès de ce retour, le groupe s'est reformé en 1994 pour une tournée internationale.
En 2001, Monty Sunshine cesse son activité musicale publique. Il meurt neuf ans plus tard, en 2010, à l'âge de 82 ans.